# 영국의 미술

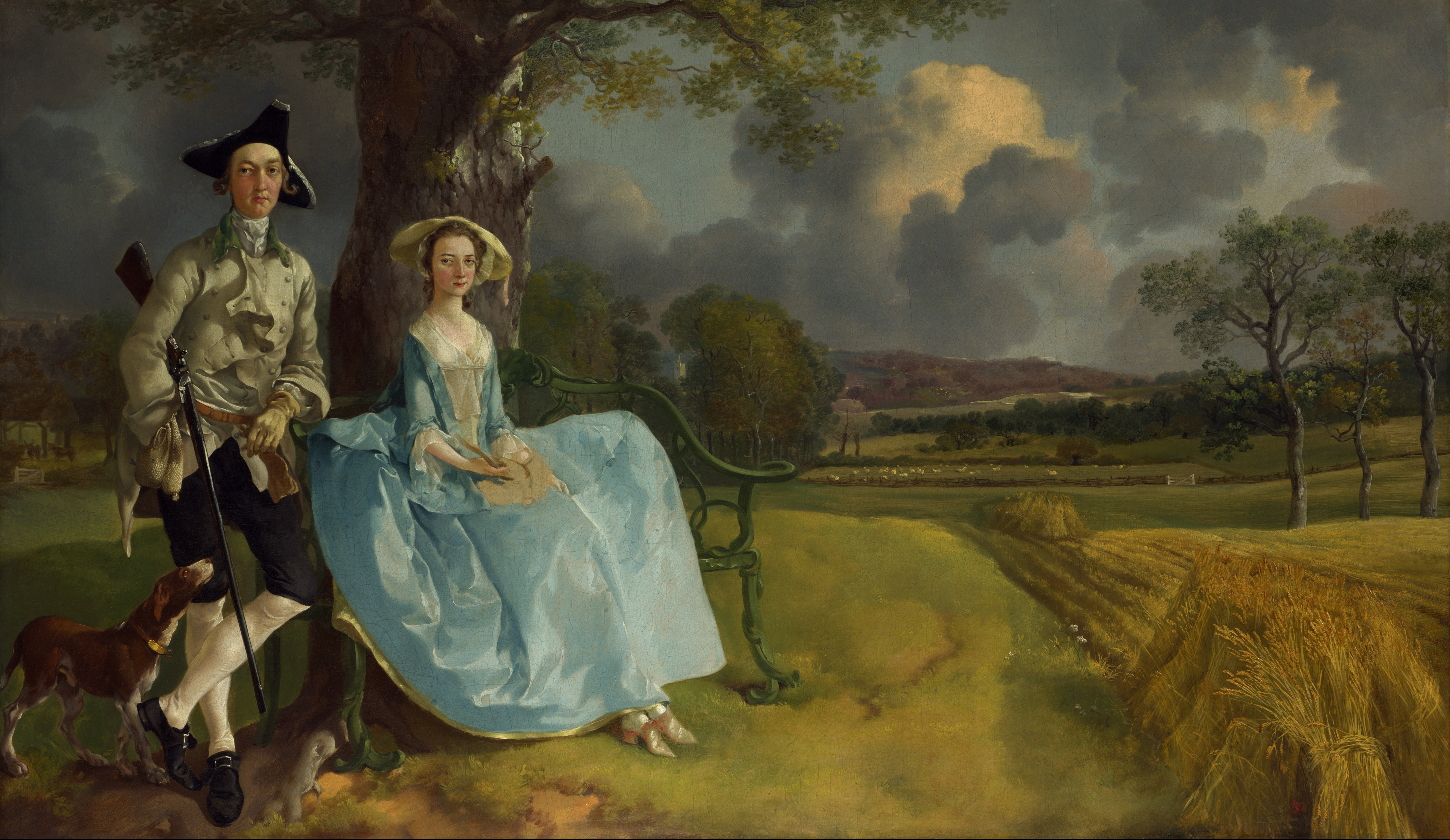
토머스 게인즈버러의 <로버드 앤드루스 부부> (Mr. and Mrs. Robert Andrews, 1748년~1750년경)

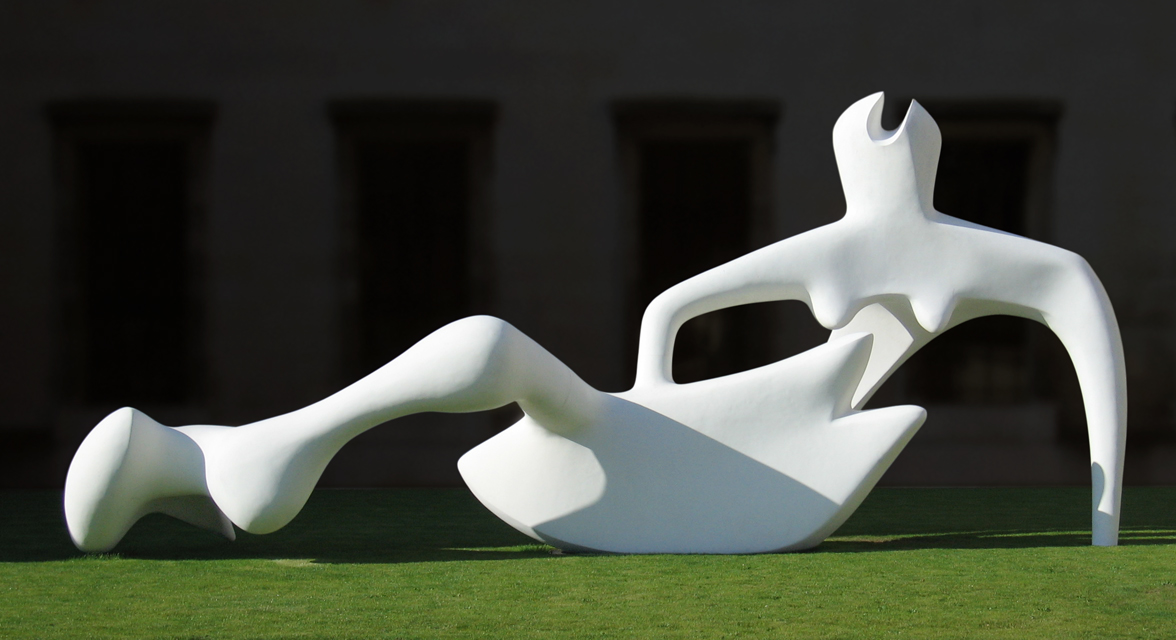
헨리 무어의 <여인 와상> (Large Reclining Figure, 1984년)

영국 미술 (Art of the United Kingdom)은 1707년 그레이트브리튼 연합왕국이 형성된 이래 영국이나 그와 관련된 모든 형태의 시각 예술을 말한다. 잉글랜드 미술, 스코틀랜드 미술, 웨일스 미술, 아일랜드 미술을 포괄하며, 미술사에서는 서양 미술의 한 축을 차지하고 있다.
18세기부터 영국 미술은 초상화와 풍경화에서 두각을 드러내며, 중세 유럽 미술에서 잉글랜드가 차지했던 위상을 되찾기 시작하였다. 당시 영국이 누린 번영으로 순수 미술과 장식 미술의 제작도 크게 늘었으며, 장식품의 경우 영국의 수출품으로도 등극하였다. 낭만주의 시대에 이르러 여러 재능있는 화가들을 낳았는데, 윌리엄 블레이크, 터너, 존 컨스터블, 새뮤얼 팔머 등이 대표적이다. 빅토리아 시대부터는 다양한 미술이 발전하였고 그 양도 이전보다 훨씬 늘어났다. 다만 오늘날에 이르러 빅토리아 시대의 미술은 18세기 말의 라파엘 전파와 혁신 운동에 관심이 집중되면서 평론적으로 높이 평가되지는 못하고 있다.
영국에서 미술 작가의 양성은 오랫동안 소홀히 여겨져 왔으나 18세기에 민관 주도로 개선되기 시작하여, 19세기에 크게 확대되었다. 또 런던을 중심으로, 공공 전시와 박물관 증설을 통해 더 많은 대중에게 미술이 다가가는 계기를 마련하였다. 19세기에는 종교 미술이 공공 전시에 나서면서 종교 개혁 이후 사실상 몰락했던 이래 다시 한 번 인기를 얻었으며, 다른 국가에서와 마찬가지로 기존의 아카데믹 미술에 대항하는 라파엘 전파, 글래스고파 등의 운동이 벌어졌다.
모더니즘 미술의 경우, 영국 미술계의 기여는 비교적 작았으나, 제2차 세계대전 이후 영국 작가들이 현대 미술, 특히 구상 작품에 상당한 영향을 미쳤다. 오늘날 영국은 점차 세계화되어가고 있는 미술계의 심장으로 남아 있다.

## 기원

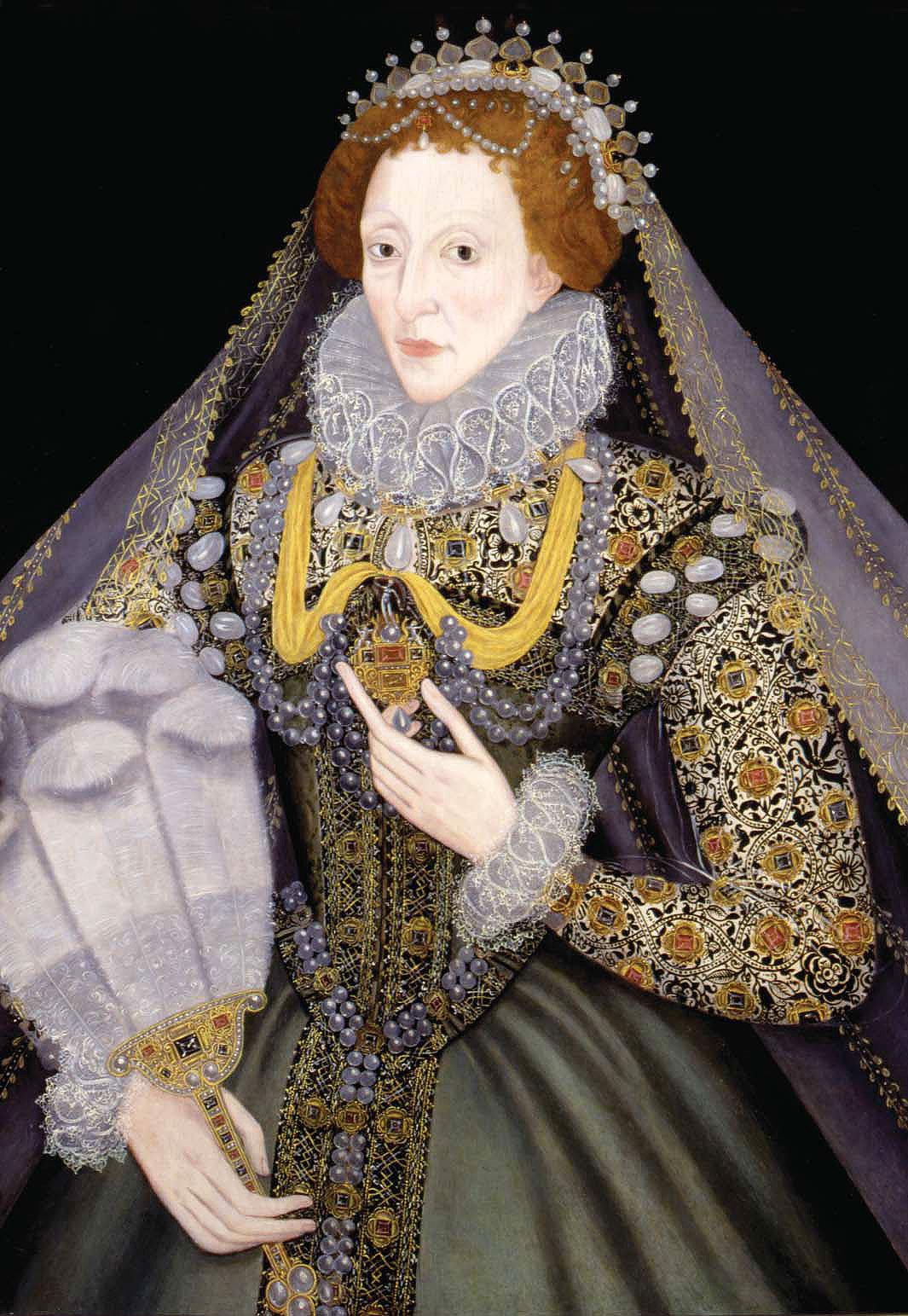
작가 미상, 〈엘리자베스 1세의 초상〉 (1570년대)

우리가 알고 있는 영국은 18세기에 형성된 연합왕국으로, 이전에는 잉글랜드, 스코틀랜드, 웨일스, 아일랜드의 개별 국가로 나뉘어 각자의 미술을 발전시켜 왔다.
현존하는 가장 오래된 영국 미술로는 기원전 2600년경에 건설된 거대 석조물인 스톤헨지와, 기원전 2150년경 비커 문화의 주석과 금공예품을 대표로 꼽을 수 있다. 본래 유럽 본토에서 발원한 켈트 미술의 라텐 문화는 후대에 해당되는 기원전 400년경에 이르러 브리튼 제도에 도래하였다. 라텐 문화는 '도서 켈트 양식' (Insular Celtic)이란 고유의 양식을 발전시켰는데, 이는 곡선과 원형의 복잡한 무늬를 새겨 만든 방패와 거울에서 찾아볼 수 있다. 로마 제국의 점령기에는 유럽을 통틀어 유일하게 켈트족 장식을 간직해 온 지역으로 남았으며 스태퍼드셔 무어랜드 팬이 대표적인 유물이다. 이후 7~8세기부터 브리튼 제도의 기독교 미술을 칭하는 도서예술 (Insular art)이 출현하여, 켈트족의 모티프를 다시 채택한 것은 물론 게르만족의 인터레이스 (꼬임)장식, 지중해 국가적 요소를 융합하였다. 브리튼섬의 각 왕국에서 발달한 도서예술은 비록 그 유지기는 짧았으나 탁월한 발전을 이루었는데, 켈스의 서, 린디스판의 서가 그 증표이다. 도서예술 양식은 북유럽을 통틀어 영향력을 끼쳤으며, 특히 후대의 앵글로색슨 미술에  큰 기반으로 남았으나 이 때를 즈음하여 유럽 대륙 미술도 새로이 받아들이기 시작하였다.

## 같이 보기
- 서양 미술
- 영국의 문화
- 테이트 브리튼
- YBA